# NGC 5028
NGC 5028 est une vaste galaxie elliptique située dans la constellation de la Vierge. Sa vitesse par rapport au fond diffus cosmologique est de 6 919 ± 30 km/s, ce qui correspond à une distance de Hubble de 102,1 ± 7,2 Mpc (∼333 millions d'al). NGC 5028 a été découverte par l'astronome allemand Wilhelm Tempel en 1882.
À ce jour, une mesure non basée sur le décalage vers le rouge (redshift) donne une distance d'environ 77,000 Mpc (∼251 millions d'al). Cette valeur est loin à l'extérieur des valeurs de la distance de Hubble. Notons cependant que c'est avec la valeur moyenne des mesures indépendantes, lorsqu'elles existent, que la base de données NASA/IPAC calcule le diamètre d'une galaxie et qu'en conséquence le diamètre de NGC 5028 pourrait être d'environ 53,1 kpc (∼173 000 al) si on utilisait la distance de Hubble pour le calculer.